# Louis Charles Folliot de Crenneville

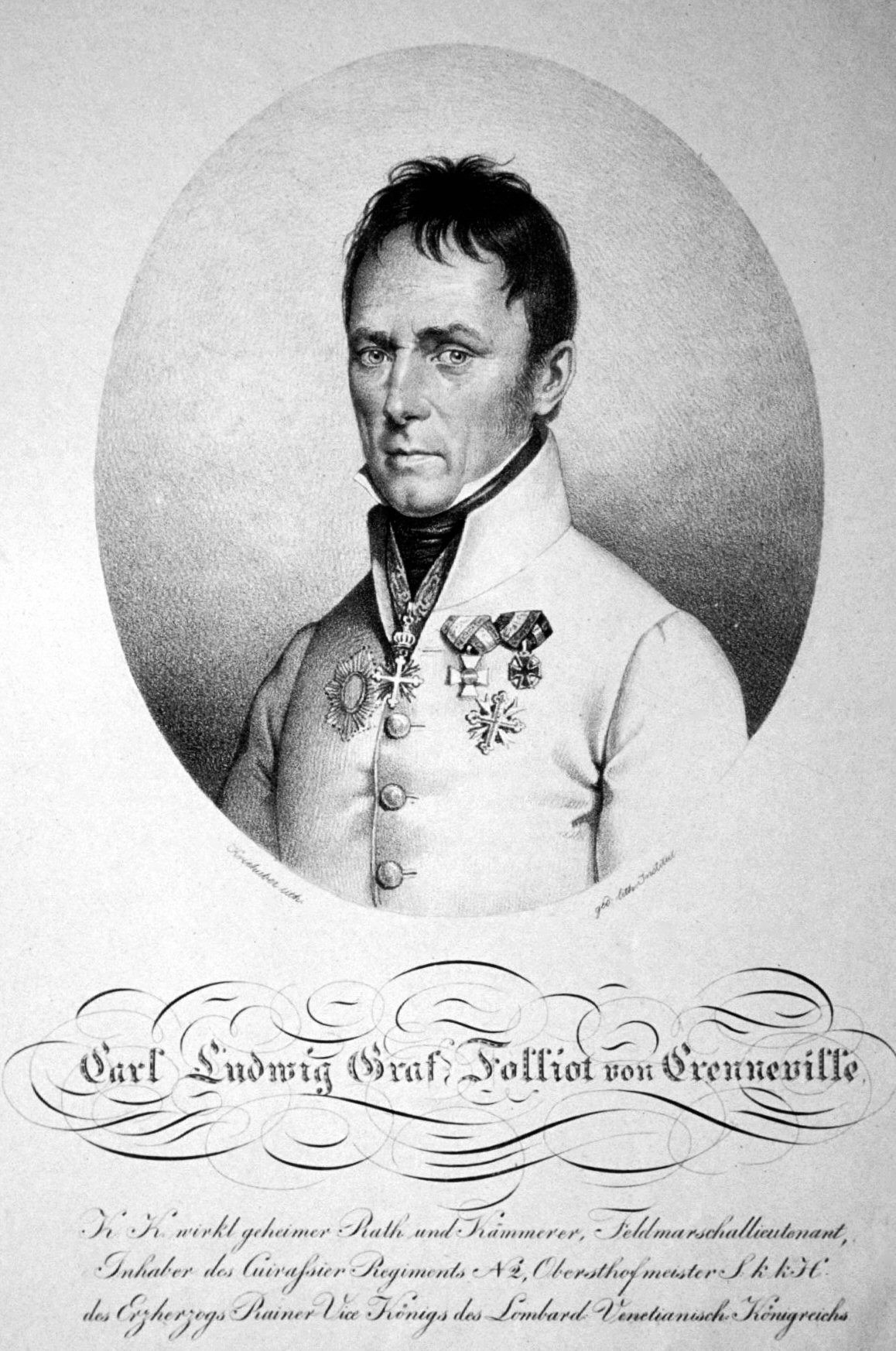
Carl Ludwig Graf Folliot von Crenneville, Lithographie von Josef Kriehuber, ca. 1823

Ludwig Karl Graf Folliot von Crenneville (Louis Charles Folliot de Crenneville) (* 3. Juli 1763 in Metz; † 21. Juni 1840 in Wien) war ein österreichischer General während der Napoleonischen Kriege.

## Leben
Louis Charles Folliot wurde am 3. Juli 1763 in Metz geboren (nach anderen Quellen 1765). Schon in jungen Jahren entschied er sich für eine militärische Karriere und wurde in Pont-à-Mousson und danach in Paris als Soldat ausgebildet. 1778 wurde er Offizier in der französischen Marine, wo er bis 1791 verblieb. 1792 war er an der Konterrevolution beteiligt. Er verblieb in der königlichen Marine und war an verschiedenen Kämpfen in den französischen Kolonien beteiligt. 1793 wurde er Kadett im 1. Regiment der leichten Kavallerie „Kaiser“. 1794 wurde er zum Unterleutnant befördert und zwei Jahre später zum Officier d’intendance à l'état-major. Crenneville zeichnete sich in Schliengen und Würzburg aus und wurde zum Leutnant befördert.
1797 erhielt er den Rang eines Kapitän und war verantwortlich für die Verschiffung der österreichischen Truppen nach Istrien und Dalmatien. 1798 wurde er zusammen mit Ferdinand von Württemberg nach Sankt Petersburg entsandt. Nach seiner Rückkehr wurde er zum Major befördert und Ordonnanzoffizier von Ferdinand von Österreich. 1799 begleitete er ein weiteres Mal den Fürsten Ferdinand von Württemberg nach St. Petersburg.

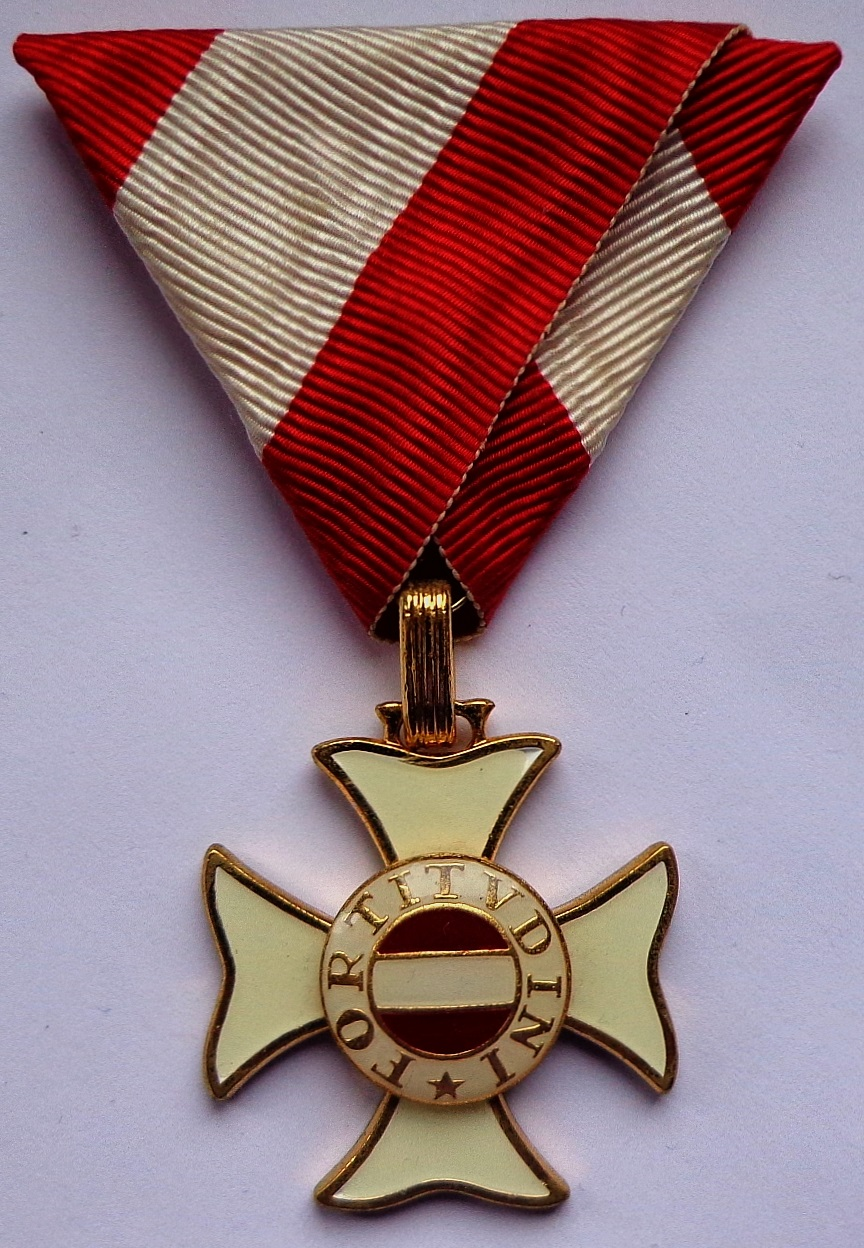
Ritterkreuz des Militär-Maria-Theresien-Ordens

Im Frühjahr 1813 wurde Crenneville zum Feldmarschallleutnant befördert. Als Divisionskommandeur zeichnete er sich bei der Schlacht um Dresden durch die Eroberung des Plauenschen Grunds aus. Auf dem anschließenden Rückzug nach Böhmen hatte die Division nur geringe Verluste.
Im Jahr 1814 kämpfte er in La Ferté-sur-Aube. Er war auch bei den Kämpfen um Arcis-sur-Aube am 20. März 1814 beteiligt, wo die Österreicher besiegt wurden und zeichnete sich in der Schlacht bei Paris aus. Am 1. Juni verlieh der Kaiser Crenneville den Militär-Maria-Theresia-Orden. Er wurde zum 2. Oberst des Kürassier-Regiment „Erzherzog Franz“ N° 2 ernannt.
Im Jahr 1815 befehligte Crenneville die Vorhut der österreichischen Armee im Piemont, kämpfte am 21. Juni am Grande Saxone, bei Meillerie und am 28. Juni bei Saint-Genix und er nahm auch Châlons und Lyon ein. Er zog sich dann nach Ödenburg zurück, wurde aber zurückgerufen, um die österreichischen Marine zu organisieren.
1823 wurde Crenneville zum Geheimrat und Großmeister des Haushalts des Vizekönigs von Lombardei-Venetien, Erzherzog Rainer, ernannt. 1831 wurde er zum General der Kavallerie und vier Jahre später zum stellvertretenden Kommandanten des Ersten Regiments der Gardes du Corps in Wien befördert, ein Amt, das er bis zu seinem Tod am 21. Juni 1840 innehatte.

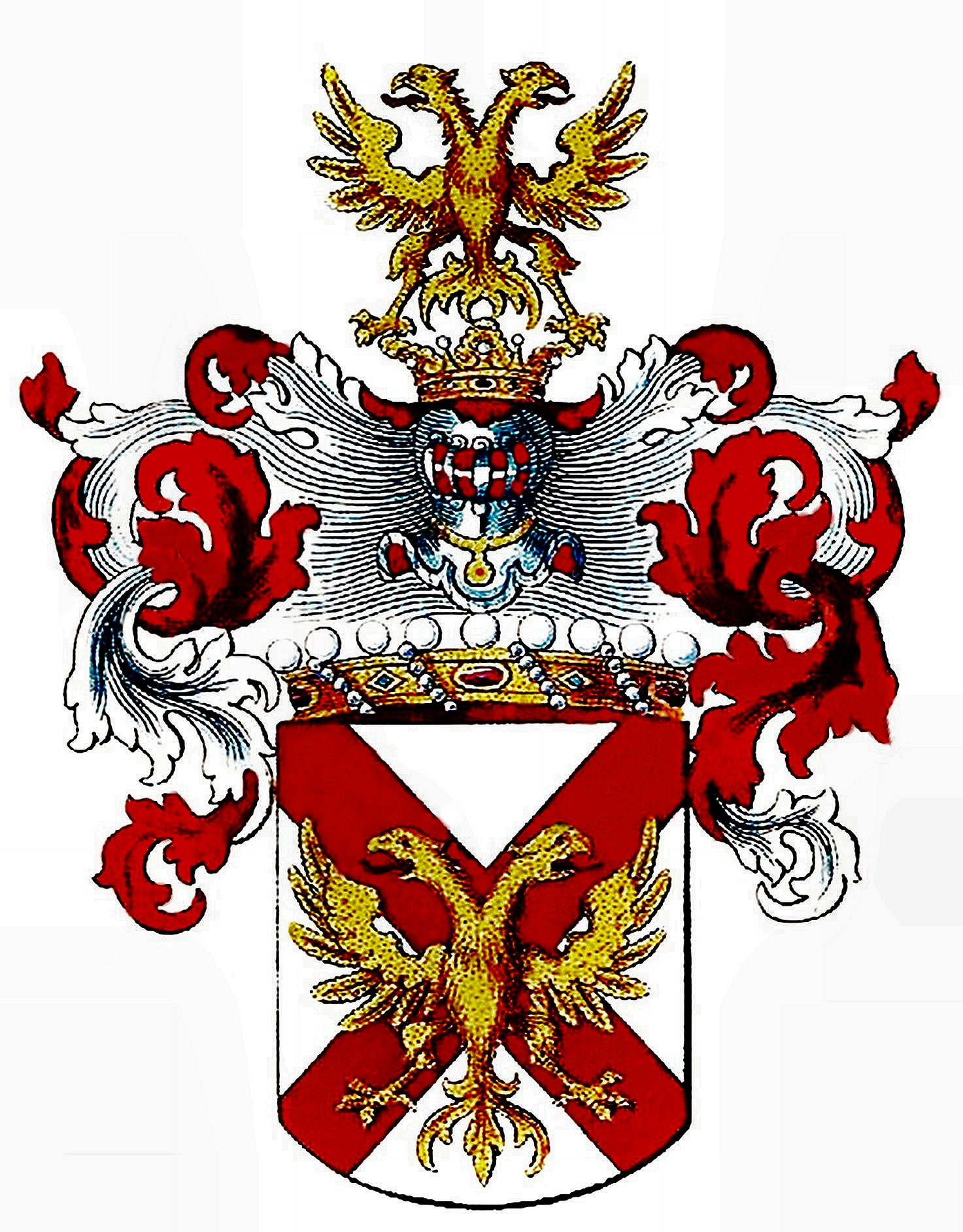
Wappen der Grafen Folliot de Crenneville

## Familie
Folliot de Crenneville heiratete am 1. Mai 1810 die Freiin Victoria von Poutet (* 29. November 1789; † 10. Februar 1887). Das Paar hatte mehrere Kinder:
- Karl (* 28. März 1811; † 21. Juli 1873), Major a. D.

⚭ 1844 Gräfin Karoline von Esterhazy (* 1811; † März 1851)
⚭ 1853 Gräfin Anna Lazanský von Butóma (* 17. Oktober 1821; † 30. Juni 1896)
- Ludwig (* 23. Juni 1813; † 21. April 1876), Wirklicher Geheimer Rat, General der Kavallerie a. D. und Inhaber des 3. Husarenregiments ⚭ 1852 Gräfin Ernestine Kinsky zu Wchiniz und Tettau (* 20. Oktober 1827)
- Franz Maria Johann (* 22. März 1815; † 22. Juni 1888), Geheimer Rat, Feldzeugmeister ⚭ 1844 mit Gräfin Herminie Chotek von Chotkow und Wognin (* 14. März 1815; † 3. April 1882)

Ihre gemeinsame Tochter Victoria Eugenia (1816–1900) heiratete 1840 den Grafen Johann Nepomuk Keglevich de Buzin (1786–1856) und 1857 den Politiker Julius von Falkenhayn (1829–1899).

## Militärische Karriere
- Major: 1798
- Oberstleutnant: 1800
- Oberst: 1800
- Generalmajor: 9. März 1805
- Feldmarschallleutnant: 27. April 1813
- General der Kavallerie: 9. März 1831

## Auszeichnungen
- Militär-Maria-Theresia-Orden – KC: 1. Juni 1814
- Armeekreuz für 1813/14: c. 1814
- Verdienstorden der Bayerischen Krone – GC: 1833
- Konstantinorden – GC: 1826
- Kaiserliche Orden des Heiligen und Rechtgläubigen Großfürsten Alexander Newski: 1833
- Russischer Orden der Heiligen Anna II. und I. Klasse: 1814 – vor 1826
- Ritterorden der hl. Mauritius und Lazarus – GC: vor 1826